# 清水町 (室蘭市)
清水町（しみずちょう）は北海道室蘭市の地名。清水町一丁目から二丁目の町がある。二丁目のみ住居表示実施済み。郵便番号は051-0026。かつて同名の字が存在した。

## 地理
室蘭市の南西部に位置し、西に増市町、北に小橋内町，緑町、北東に西小路町，沢町、東に幕西町，常盤町と接し、南は内浦湾に面する。

### 海洋
- 内浦湾

## 地域の特徴
室蘭市の都市計画マスタープランでは蘭西地域に属する。
丘陵地帯であり、町域の北縁に沿って北海道道844号祝津西小路中央線が北から南に走り、一丁目と二丁目を通った後、東に抜けていく。一丁目に測量山があり、テレビ北海道 室蘭テレビ送信所，HBC・STV・HTB・UHB 室蘭デジタルテレビ中継所，AIR-G'/NHK-FM 室蘭中継局が置かれている（室蘭送信所参照）。頂上には展望台が設置されており、室蘭港および市街を眺望することができる。測量山から南南西には女測量山がある。南の内浦湾岸は断崖絶壁となっている。

一丁目は無住地で、二丁目に清水町会館がある。

## 歴史
戦時中、測量山は要塞化されており、現在でも要塞付属観測所跡が残されている。1955年（昭和30年）、測量山の林道が観光道路に改良され、1959年（昭和34年）には都市計画緑地の指定を受け、自然公園となった。

### 地名の由来
湧水があったことによる。

### 沿革
- 1922年（大正11年）4月1日 - 字名改正により常盤町（大字）の一部が清水町（字）となり、常盤町（大字）を廃止[5][7]。
- 1922年（大正11年）8月1日 - 市制施行により室蘭区清水町（字）は室蘭市清水町（字）となる[8]。
- 1966年（昭和41年）7月1日 - 清水町一丁目 - 二丁目新設[5][9]。

### 町名の変遷
| 実施内容          | 実施年月日               | 実施後       | 実施前                                                                       |
| ----------------- | ------------------------ | ------------ | ---------------------------------------------------------------------------- |
| 字名改正          | 1922年（大正11年）4月1日 | 清水町（字） | 常盤町（大字）の一部                                                         |
| 町名新設          | 1966年（昭和41年）7月1日 | 清水町一丁目 | 清水町（字），緑町（字），西小路町（字），沢町（字），小橋内町（字）の各一部 |
| 町名新設 住居表示 | 1966年（昭和41年）7月1日 | 清水町二丁目 | 清水町（字）の一部                                                           |

## 世帯数と人口
2023年（令和5年）12月31日現在（室蘭市発表）の世帯数と人口は以下の通りである。
| 町           | 世帯数  | 人口  |
| ------------ | ------- | ----- |
| 清水町一丁目 | -世帯   | -人   |
| 清水町二丁目 | 164世帯 | 273人 |
| 計           | 164世帯 | 273人 |

### 人口の変遷
国勢調査による人口の推移。
| 1995年（平成7年）  | 671人 | [ 10 ] |  |
| 2000年（平成12年） | 533人 | [ 11 ] |  |
| 2005年（平成17年） | 446人 | [ 12 ] |  |
| 2010年（平成22年） | 366人 | [ 13 ] |  |
| 2015年（平成27年） | 318人 | [ 14 ] |  |
| 2020年（令和2年）  | 284人 | [ 15 ] |  |

### 世帯数の変遷
国勢調査による世帯数の推移。
| 1995年（平成7年）  | 315世帯 | [ 10 ] |  |
| 2000年（平成12年） | 246世帯 | [ 11 ] |  |
| 2005年（平成17年） | 218世帯 | [ 12 ] |  |
| 2010年（平成22年） | 193世帯 | [ 13 ] |  |
| 2015年（平成27年） | 159世帯 | [ 14 ] |  |
| 2020年（令和2年）  | 148世帯 | [ 15 ] |  |

## 学区
市立小・中学校に通う場合、学区は以下の通りとなる。
| 町           | 街区 | 小学校               | 中学校               |
| ------------ | ---- | -------------------- | -------------------- |
| 清水町一丁目 | 全域 | 室蘭市立みなと小学校 | 室蘭市立室蘭西中学校 |
| 清水町二丁目 | 全域 | 室蘭市立みなと小学校 | 室蘭市立室蘭西中学校 |

## 交通

### 道路
- 北海道道844号祝津西小路中央線

## 施設

### 公共施設
- 清水町会館

### その他
- テレビ北海道 室蘭テレビ送信所
- HBC・STV・HTB・UHB 室蘭デジタルテレビ中継所
- AIR-G'/NHK-FM 室蘭中継局